# Маркс против русской революции
«Маркс против русской революции» — книга российского политолога Сергея Георгиевича Кара-Мурзы, изданная в 2008 году.
По мнению автора, Октябрьская революция 1917 года в России входила в противоречие с положениями марксизма, согласно которым сопротивление капитализму, не исчерпавшему своего потенциала развития производительных сил, является реакционным. Кара-Мурза считает, приводя цитаты, что для мышления Маркса и Энгельса были характерны евроцентризм и русофобия.

## Оценки
- В апреле 2008 года на «круглом столе» в редакции газеты «Правда» учёные-марксисты дали негативные оценки книге. В частности, знаток Маркса Л. Л. Васина сказала, что «отношение Маркса к России… не имеет ничего общего с русофобией, приписываемой Марксу отдельными недобросовестными авторами»[1].
- В феврале 2009 года депутат Государственной думы от «Единой России» Максим Мищенко назвал произведение «замечательной книгой»[2].